# أمريكا المفتوحة 1980 (كرة مضرب)
قائمة بالأبطال في بطولة 1980 أمريكا المفتوحة:

## الكبار

### فردي رجال
جون ماكإنرو هزم  بورن بورغ ، 7-6, 6-1, 6-7, 5-7, 6-4

### فردي سيدات
كريس إيفرت هزم  هانا ماندليكوفا ، 5-7, 6-1, 6-1